# 藤本製薬
藤本製薬株式会社（ふじもとせいやく）は、1933年8月設立の大阪府松原市に本社を置く同族企業の医薬品メーカーである。
社是は「誠心誠意」。
多発性骨髄腫の治療薬としてサリドマイドを扱っていることで知られる。

## 製品

### 藤本製薬
- 便秘治療剤「ヨーデルS糖衣錠-80」
- 胃炎・消化性潰瘍治療剤「カイロック細粒40%」
- 血管拡張剤「カリジノゲナーゼ錠 25・50単位「フジモト」」
- 経口胆石溶解剤「チノカプセル125」
- 持続性癌疼痛治療剤「モルヒネ硫酸塩水和物徐放細粒分包10・30mg「フジモト」」
- サリドマイド製剤「サレドカプセル25・50・100」
- 低セレン血症治療剤「アセレンド注100µg」
- 遺伝子組換え型血液凝固第Ⅷ因子製剤「ヌーイック静注用250・500・1000・2000・2500・3000・4000」

### エフピー
- パーキンソン病治療剤「エフピーOD錠2.5」：セレギリン。モノアミン酸化酵素B (MAO-B) 阻害薬である。

## 訴訟
- 1993年に英国スミスクライン&フレンチ・ラボラトリーズおよび日本法人スミスクライン・ビーチャム製薬よりシメチジンの製造特許を侵害している、として損害賠償を求めて民事訴訟が提起され[1]、1998年10月に東京地方裁判所が当時の特許訴訟に於ける国内最高額である36億6000万円の支払を命じ、2000年3月東京高等裁判所にて和解が成立した。
- 藤本製薬が製造するセンナを主成分とする下剤「ヨーデルS糖衣錠-80/YODEL-S-80」と類似した名称の、ダイエット用健康補助食品「サンヨーデル/SUNYODEL」を販売していた東京都港区の医薬品販売会社「株式会社エスロク」に対して商標権侵害につき差止及び損害賠償を求め、藤本製薬、フジモト・ブラザーズ及びフジモト・コーポレーションを原告として提訴した[2]。2006年4月に大阪高等裁判所が、エスロクに対して「サンヨーデル/SUNYODEL」の販売中止・廃棄、謝罪広告の掲載及び総額約909万円の支払を命じた。

## サリドマイド
2005年1月21日、藤本製薬より申請のあったサリドマイドについて厚生労働省「薬事・食品衛生審議会」から「希少疾病用医薬品」の指定を受け、7月より多発性骨髄腫の治療薬として全国の大学病院など医療施設22か所で臨床試験（治験）を始めることを発表した。
2006年6月までに治験を多発性骨髄腫患者38人に実施したところ、患者の35パーセントに効果が認められ、60パーセントが便秘や眠気の症状が発現した。これを以て8月に多発性骨髄腫の治療薬としての薬事承認を厚生労働省に申請した。2006年12月に財団法人いしずえが厚生労働大臣に対してこの件での承認申請及びリスク管理についての要望書を提出した。
2008年10月3日、厚生労働省「薬事・食品衛生審議会 薬事分科会」は藤本製薬のサリドマイド製剤（販売名：サレドカプセル100）について「製造販売承認を可として差し支えない」と厚生労働大臣に答申した。厚生労働省による関係する政省令が公布された。
2009年2月6日より販売が始まったが、厚生労働省によると藤本製薬側の準備の遅れにより、登録496施設に対し3月時点で10都道県の12施設にしか納入されていないことが明らかとなった。

## 事業所
本社
大阪府松原市西大塚1-3-40
支社
東京支社：東京都千代田区有楽町1-9-1日比谷サンケイビル6階
札幌、仙台、名古屋、福岡、岡山
工場
滋賀県愛荘町、羽曳野
また、和歌山県の御坊工業団地に新工場を建設。
工場ではセンナエキスの抽出から粉末状の医薬品原料の生産までを行う。
操業開始は2011年8月。
投資額は建設、設備導入費合わせて8億円。
＜日高新報：http://www.hidakashimpo.co.jp/news/2010/06/post-2471.php%5B%5D＞

## グループ会社
- （株）フジモト・ブラザーズ
- （株）フジモト・コーポレーション
- （株）フジモト・ダイアグノスティックス
- エフピー（株）